# الربيع (لحسينات)
الربيع هي إحدى مشيخات المملكة المغربية، تتبع جغرافيا لإقليم الصويرة وإداريًا للحسينات. يقدر عدد سكانها بـ 2039 نسمة حسب الإحصاء الرسمي للسكان والسكنى لسنة 2004.